# Sungai Jambat
Sungai Jambat is een bestuurslaag in het regentschap Tanjung Jabung Timur van de provincie Jambi, Indonesië. Sungai Jambat telt 2902 inwoners (volkstelling 2010).